# Studienka
Studienka é um município da Eslováquia, situado no distrito de Malacky, na região de Bratislava. Tem 16,79 km² de área e sua população em 2019 foi estimada em 1624 habitantes.

## Demografia
| Ano:        | 1994 | 2004   | 2014   | 2024   |
| ----------- | ---- | ------ | ------ | ------ |
| Broj ljudi: | 1513 | 1608   | 1644   | 1748   |
| Razlika:    |      | +6,27% | +2,23% | +6,32% |

| Ano:               | 2023 | 2024   |
| ------------------ | ---- | ------ |
| Número de pessoas: | 1751 | 1748   |
| Diferença:         |      | -0,17% |